# Atletismo nos Jogos Olímpicos de Verão de 2016 - 100 m com barreiras feminino
A competição dos 100 metros com barreiras feminino do atletismo nos Jogos Olímpicos de Verão de 2016 aconteceu entre os dias 16 e 17 de agosto no Estádio Olímpico.

## Calendário
Horário local (UTC-3).
| Data                         | Horário | Fase          |
| ---------------------------- | ------- | ------------- |
| Terça ,16 de agosto de 2016  | 11:05   | Eliminatórias |
| Quarta, 17 de agosto de 2016 | 20:45   | Semifinais    |
| Quarta, 17 de agosto de 2016 | 22:55   | Final         |

## Medalhistas
| Ouro   | USA Brianna Rollins |
| Prata  | USA Nia Ali         |
| Bronze | USA Kristi Castlin  |

## Recordes
Antes desta competição, os recordes mundiais e olímpicos da prova eram os seguintes:
| Tipo | Atleta          | Tempo   | Local   | Data                |
| ---- | --------------- | ------- | ------- | ------------------- |
|      | Kendra Harrison | 12,20 s | Londres | 22 de julho de 2016 |
|      | Sally Pearson   | 12,35 s | Londres | 7 de agosto de 2012 |

## Resultados

### Eliminatórias
Qualificação: Os primeiros 3 em cada bateria (Q) e os 6 mais rápidos (q) avançam para as semifinais.

#### Bateria 1
| Pos. | Atleta             | CON                | Tempo | Notas   |
| ---- | ------------------ | ------------------ | ----- | ------- |
| 1    | Kristi Castlin     | USA Estados Unidos | 12.68 | Q       |
| 2    | Anne Zagré         | BEL Bélgica        | 12.85 | Q       |
| 3    | Nooralotta Neziri  | FIN Finlândia      | 12.88 | Q       |
| 4    | Shermaine Williams | JAM Jamaica        | 12.95 | q       |
| 5    | Susanna Kallur     | SWE Suécia         | 13.04 |         |
| 6    | Caridad Jerez      | ESP Espanha        | 13.26 |         |
| 7    | Katy Sealy         | BIZ Belize         | 15.79 |         |
| –    | Mulern Jean        | HAI Haiti          | DSQ   | R168.7b |

#### Bateria 2
| Pos. | Atleta                 | CON                | Tempo | Notas |
| ---- | ---------------------- | ------------------ | ----- | ----- |
| 1    | Nia Ali                | USA Estados Unidos | 12.76 | Q     |
| 2    | Phylicia George        | CAN Canadá         | 12.83 | Q     |
| 3    | Pedrya Seymour         | BAH Bahamas        | 12.85 | Q     |
| 4    | Wu Shuijiao            | CHN China          | 13.03 |       |
| 5    | Maíla Machado          | BRA Brasil         | 13.09 |       |
| 6    | Michelle Jenneke       | AUS Austrália      | 13.26 |       |
| 7    | Katsiaryna Paplauskaya | BLR Bielorrússia   | 13.45 |       |
| 8    | Beate Schrott          | AUT Áustria        | 13.47 |       |

#### Bateria 3
| Pos. | Atleta               | CON              | Tempo | Notas |
| ---- | -------------------- | ---------------- | ----- | ----- |
| 1    | Cindy Ofili          | GBR Grã-Bretanha | 12.75 | Q     |
| 2    | Nadine Hildebrand    | GER Alemanha     | 12.84 | Q     |
| 3    | Isabelle Pedersen    | NOR Noruega      | 12.86 | Q,    |
| 4    | Andrea Ivančević     | CRO Croácia      | 12.90 | q,    |
| 5    | Brigitte Merlano     | COL Colômbia     | 13.09 |       |
| 6    | Angela Whyte         | CAN Canadá       | 13.09 |       |
| 7    | Elisavet Pesiridou   | GRE Grécia       | 13.10 |       |
| 8    | Anastasiya Pilipenko | KAZ Cazaquistão  | 13.29 |       |

#### Bateria 4
| Pos. | Atleta           | CON                | Tempo | Notas |
| ---- | ---------------- | ------------------ | ----- | ----- |
| 1    | Cindy Roleder    | GER Alemanha       | 12.86 | Q     |
| 2    | Tiffany Porter   | GBR Grã-Bretanha   | 12.87 | Q     |
| 3    | Nickiesha Wilson | JAM Jamaica        | 12.89 | Q,    |
| 4    | Clélia Reuse     | SUI Suíça          | 12.91 | q     |
| 5    | Cindy Billaud    | FRA França         | 12.98 | q     |
| 6    | Kierre Beckles   | BAR Barbados       | 13.01 |       |
| 7    | Hanna Plotitsyna | UKR Ucrânia        | 13.12 |       |
| 8    | Marthe Koala     | BUR Burquina Fasso | 13.41 |       |

#### Bateria 5
| Pos. | Atleta                | CON              | Tempo | Notas |
| ---- | --------------------- | ---------------- | ----- | ----- |
| 1    | Jasmine Camacho-Quinn | PUR Porto Rico   | 12.70 | Q     |
| 2    | Alina Talay           | BLR Bielorrússia | 12.74 | Q     |
| 3    | Pamela Dutkiewicz     | GER Alemanha     | 12.90 | Q     |
| 4    | Nikkita Holder        | CAN Canadá       | 12.92 | q,    |
| 5    | Oluwatobiloba Amusan  | NGR Nigéria      | 12.99 | q     |
| 6    | Karolina Kołeczek     | POL Polônia      | 13.04 |       |
| 7    | Oksana Shkurat        | UKR Ucrânia      | 13.22 |       |
| 8    | Yvette Lewis          | PAN Panamá       | 13.35 |       |

#### Bateria 6
| Pos. | Atleta                | CON                  | Tempo | Notas |
| ---- | --------------------- | -------------------- | ----- | ----- |
| 1    | Brianna Rollins       | USA Estados Unidos   | 12.54 | Q     |
| 2    | Megan Simmonds        | JAM Jamaica          | 12.81 | Q     |
| 3    | Sandra Gomis          | FRA França           | 13.04 | Q     |
| 4    | Nadine Visser         | NED Países Baixos    | 13.07 |       |
| 5    | Fabiana Moraes        | BRA Brasil           | 13.22 |       |
| 6    | Valentina Kibalnikova | UZB Uzbequistão      | 13.29 |       |
| 7    | Olena Yanovska        | UKR Ucrânia          | 13.32 |       |
| –    | Reïna-Flor Okori      | GEQ Guiné Equatorial | DNS   |       |

### Semifinais
Qualificação: 2 primeiros de cada bateira (Q), mais os 2 melhores tempos (q) foram classificados a final. 

#### Semifinal 1
| Pos. | Atleta             | CON                | Tempo | Notas |
| ---- | ------------------ | ------------------ | ----- | ----- |
| 1    | Brianna Rollins    | USA Estados Unidos | 12.47 | Q     |
| 2    | Pedrya Seymour     | BAH Bahamas        | 12.64 | Q     |
| 3    | Cindy Roleder      | GER Alemanha       | 12.69 | q     |
| 4    | Tiffany Porter     | GBR Grã-Bretanha   | 12.82 | q     |
| 5    | Shermaine Williams | JAM Jamaica        | 12.86 |       |
| 6    | Andrea Ivančević   | CRO Croácia        | 12.93 |       |
| 7    | Sandra Gomis       | FRA França         | 13.23 |       |
| 8    | Alina Talay        | BLR Bielorrússia   | 13.66 |       |

#### Semifinal 2
| Pos. | Atleta                | CON                | Tempo | Notas   |
| ---- | --------------------- | ------------------ | ----- | ------- |
| 1    | Nia Ali               | USA Estados Unidos | 12.65 | Q       |
| 2    | Phylicia George       | CAN Canadá         | 12.77 | Q       |
| 3    | Oluwatobiloba Amusan  | NGR Nigéria        | 12.91 |         |
| 4    | Nadine Hildebrand     | GER Alemanha       | 12.95 |         |
| 5    | Clélia Reuse          | SUI Suíça          | 12.96 |         |
| 6    | Nooralotta Neziri     | FIN Finlândia      | 13.04 |         |
| 7    | Nickiesha Wilson      | JAM Jamaica        | 13.14 |         |
| –    | Jasmine Camacho-Quinn | PUR Porto Rico     | DSQ   | R168.7b |

#### Semifinal 3
| Pos. | Atleta            | CON                | Tempo | Notas   |
| ---- | ----------------- | ------------------ | ----- | ------- |
| 1    | Kristi Castlin    | USA Estados Unidos | 12.63 | Q       |
| 2    | Cindy Ofili       | GBR Grã-Bretanha   | 12.71 | Q       |
| 3    | Isabelle Pedersen | NOR Noruega        | 12.88 |         |
| 4    | Pamela Dutkiewicz | GER Alemanha       | 12.92 |         |
| 5    | Megan Simmonds    | JAM Jamaica        | 12.95 |         |
| 6    | Cindy Billaud     | FRA França         | 13.03 |         |
| –    | Nikkita Holder    | CAN Canadá         | DSQ   | R168.7b |
| –    | Anne Zagré        | BEL Bélgica        | DSQ   | R168.7b |

### Final
| Pos.              | Atleta          | CON                | Tempo | Notas                |
| ----------------- | --------------- | ------------------ | ----- | -------------------- |
| Medalha de ouro   | Brianna Rollins | USA Estados Unidos | 12.48 |                      |
| Medalha de prata  | Nia Ali         | USA Estados Unidos | 12.59 |                      |
| Medalha de bronze | Kristi Castlin  | USA Estados Unidos | 12.61 |                      |
| 4                 | Cindy Ofili     | GBR Grã-Bretanha   | 12.63 | Recorde da temporada |
| 5                 | Cindy Roleder   | GER Alemanha       | 12.74 |                      |
| 6                 | Pedrya Seymour  | BAH Bahamas        | 12.76 |                      |
| 7                 | Tiffany Porter  | GBR Grã-Bretanha   | 12.76 |                      |
| 8                 | Phylicia George | CAN Canadá         | 12.89 |                      |

Legenda
| Recorde mundial      | Recorde mundial (World record)               |                       | Recorde africano                      | Recorde africano (African) |                                           | Q | Classificado por posição (Qualified) |
| Recorde olímpico     | Recorde olímpico (Olympic record)            | Recorde da América    | Recorde da América (Americas)         | q                          | Classificado por melhor tempo (Qualified) |   |                                      |
| Melhor marca do ano  | Melhor marca do ano (World leading)          | Recorde asiático      | Recorde asiático (Asian)              | DNS                        | Não largou (Did not start)                |   |                                      |
| Recorde nacional     | Recorde nacional (National record)           | Recorde europeu       | Recorde europeu (European)            | DNF                        | Não terminou (Did not finish)             |   |                                      |
| Recorde pessoal      | Recorde pessoal do atleta (Personal best)    | Recorde da Oceania    | Recorde da Oceania (Oceania)          | DSQ / DQ                   | Desclassificado (Disqualified)            |   |                                      |
| Recorde da temporada | Recorde da temporada do atleta (Season best) | Recorde sul-americano | Recorde sul-americano (South America) | NM                         | Sem marca (No mark)                       |   |                                      |